# Усереднення вугілля
Усереднення вугілля — комплекс технологічних операцій та організаційних заходів метою яких є досягнення однорідних властивостей перероблюваної маси вугілля.

## Загальний опис
Полягає у змішуванні та вирівнюванні складу і властивостей вугілля різних шахтопластів або родовищ перед збагаченням або коксуванням. О.в. найчастіше здійснюється шляхом пошарового завантаження вугілля різного складу і якості в бункери (силоси) і подальшого дозованого вивантаження його у зворотній послідовності на стрічку конвеєра. Крім того, усередненню вугілля сприяє попередній поділ состава вагонів (складу на колесах) на дві вервеч-ки з різними якісними параметрами (напр., зольністю), одночасна регульована подача їх на два паралельно працюючі вагоноперекидачі з подальшим змішуванням одержаних потоків матеріалу на конвеєрі. У світовій практиці відомі спеціальні усереднювальні установки для приготування шихти з вугілля різних постачальників.

Транспортний цех металургійного підприємства — аналог транспортного цеху коксохімзаводу.

## Основні етапи і способи усереднення вугілля

### Первинне усереднення засобами транспортного цеху
Транспортні цехи і вуглеприймальні дільниці коксохімзаводів теж мають великий потенціал усереднення. Так, при двох лініях вивантаження вихідного вугілля (дві паралельні колії, два вагоноперекидачі, дві вуглеприймальні ями) вагони на паралельних лініях можна і треба встановлювати так щоб характеристики матеріалу в них максимально відрізнялися (наприклад, за зольністю, сірчистістю тощо). Так як у подальшому вивантажений матеріал з двох ліній надходить на один збірний конвеєр, то саме на ньому укладаються два шари з максимально контрастними характеристиками і відбувається ефективне усереднення матеріалу.

Схема формування штабелю (а) і забору корисної копалини зі складу (б).

### Усереднення на відкритих складах
Достатньо ефективне усереднення вугілля досягається на складах сировини, що оснащені мостовими грейферними кранами, штабелеукладачами, екскаваторами забірними машинами або перевантажувачами. Усереднення вугілля на таких складах здійснюється шляхом закладки штабелів горизонтальними шарами по всій площі, що відведена для даного сорту, марки або шахтогрупи, і забору корисної копалини вертикально до горизонтальних шарів.
Усередненню на складах звичайно піддаються великі маси вугілля, що накопичуються протягом значного часу. Маса вугілля, що відбирається для поточного виробництва складається з множини невеликих порцій, які взяті з кожного горизонтального шару.
Таким чином, усереднена суміш представлена вугіллям різних відвантажуваних партій і різних термінів надходження. Цей спосіб усереднення дозволяє вирівняти коливання якісних показників, але частинна участь складових в одержаній суміші не регламентована і має випадковий характер, зумовлений нерівномірністю надходження корисної копалини. Такий спосіб усереднення характерний для вуглезбагачувальних фабрик при коксохімзаводах. Запас вугілля на складі повинен складати 6 –7-добову норму для безперебійного постачання коксових печей.

### Усереднення в бункерах

Схема усереднення корисної копалини в бункерах. 1 — завантажувальний конвеєр; 2 — розвантажувальний візок; 3 — бункер; 4 — живильник; 5 — розвантажувальний конвеєр.

Ефективне усереднення досягається за допомогою акумулюючих бункерів.
По-перше, кожен бункер, при правильній його експлуатації, вже є усереднювальним апаратом. На ефективність усереднення вугілля у бункерах впливає спосіб їх заповнення й режим вивантаження. При завантаженні бункера в одну точку потік вугілля, падаючи на конус, що утворюється, розбивається на безліч тонких потоків, які рухаються по поверхні конуса від центру до периферії під кутом природного укосу. При вивантаженні бункера матеріали рухаються від периферії до центру й направляються до випускного отвору одночасно великим числом потоків, перетинаючи покладені в бункер шари вугілля. Такий характер руху матеріалу й сприяє його усередненню. Іншими словами, усереднення в бункері залежить від воронки випуску — послідовного положення поверхні контакту між шарами сипкого матеріалу при початковому пошаровому укладенні і випуску їх з бункера під дією сили тяжіння.
Розрізняють три стадії воронки випуску: воронка прогину, впровадження і провалу. Сипучі матеріали витікають з об'ємів, які приймають за еліпсоїди обертання (т. зв. еліпсоїди випуску). Частинки, розташовані на їх поверхні, рухаються за параболічними траєкторіями і приходять до випускного отвору одночасно. При випуску корисної копалини рухається тільки певна частина її маси в зоні еліпсоїда розпушення. Ця зона поступово досягає області впливу випускного отвору. Поза цією зоною частинки залишаються нерухомими. Коли вершина еліпсоїда розпушення перейде за площину контакту між корисною копалиною і покриваючими породами, останні починають зміщатися. Поверхня контакту набуває форми воронки (воронка прогину), при досягненні якою випускного отвору починається випуск корисної копалини разом з породою. У цьому положенні воронка випуску виявляється у вигляді воронки впровадження. При виході еліпсоїда розпушення до поверхні матеріалу в ємкості утворюється третя стадія воронки випуску воронка провалу. Найкраще усереднення досягається в режимі воронки впрова-дження — тоді при випуску перемішуються всі шари матеріалу бункера.
По-друге, усереднення досягається шляхом послідовного завантаження чарунок акумулюючих бункерів вугіллям, що надходить на збагачувальну фабрику, і паралельного вивантаження із всіх або більшої частини чарунок дозволяє одержати на збірному конвеєрі достатньо однорідну суміш зі значно меншими коливаннями показниками якості, ніж у вихідній сировині. Такий спосіб усереднення вугілля застосовують на групових і центральних вуглезбагачувальних фабриках.
На багатьох вуглезбагачувальних фабриках акумулюючі бункери виконують роль дозувальних відділень, де виконується шихтування з вугілля різних марок або різних шахтогруп. \
Для акумулювання вугілля на фабриках використовують прямокутні бункери з пірамідальними або нахиленими днищами і циліндричні бункери силосного типу.
Прямокутні бункери з нахиленими днищами застосовують головним чином на антрацитових збагачувальних фабриках, де не бажане подрібнення і збереження сортності відіграє першорядну роль.
Циліндричні бункери з конічною розвантажувальною частиною забезпечують краще вивантаження вугілля і зменшують імовірність його затримання. У вугільній промисловості як типові прийняті дворядні бункери силосного типу діаметром 12 м, місткістю 2500 або 1600 т у залежності від їхньої висоти. Запас вугілля в дозувально-акумулюючих бункерах повинен забезпечити 13–20-годинну безперебійну роботу фабрики.
Розподілення вугілля по бункерах здійснюється реверсивними пересувними стрічковими конвеєрами або стрічковими конвеєрами з пересувним розвантажувальним візком. Вивантаження вугілля з бункерів здійснюється живильниками різних типів. Для зменшення подрібнення вугілля в бункерах застосовують каскадні і спіральні спуски. Для запобігання зависання вугілля застосовують спеціальні комплексні засоби, пов'язані з вибором раціональної форми бункера, облицюванням розвантажувальної частини гладким матеріалом, збільшенням перетину випускного отвора і застосуванням примусових засобів обвалення склепінчастих зависань.
Кожний бункер дозувального відділення призначається для приймання вугілля визначеної марки або шахтогрупи. Вивантаження вугілля з бункерів здійснюється в строго заданій пропорції згідно з планом складання багатомарочної шихти. Частинна участь вугілля, що вивантажується з кожної чарунки бункера, розраховується таким чином, щоб одержана суміш була не тільки однорідною за якістю, але й відповідала визначеним показникам якості (наприклад, за вмістом сірки, зольністю, виходом летких речовин і т. ін.).
Ефективність усереднення і шихтування вугілля залежать від кількості чарунок бункерів, що працюють одночасно. Зі збільшенням числа чарунок зростає ймовірність взаємної компенсації максимальних і мінімальних значень показників, яки характеризують якість компонентів, що входять до складу суміші, відхилення якісних показників від середніх значень зменшується і рівномірність складу вугілля підвищується.
Усереднення забезпечує стабілізацію технологічного процесу на оптимальному рівні й спрощує роботу засобів автоматизації, а також дозволяє підвищити продуктивність збагачувальної фабрики, якість концентрату і ступінь вилучення органічної маси.